# Гурманчема
Гурманчема (Goulmacema, Goulmancema, Gourma, Gourmanchéma, Gourmantche, Gulimancema, Gulmancema, Gurma, Migulimancema) — один из языков народа гурма, на котором говорят в провинциях Гурма, Комонджари, Компьенга, Няня, Тапоа, Яга на востоке Буркина-Фасо, в коммунах Баникуара, Каримама департамента Алибори; в коммунах Керу, Кобли, Матери, Тангиета департамента Атакора на западе Бенина, на юго-западе Нигера, недалеко от границы с Буркина-Фасо, в Области Саванн, в префектуре Кпенджаль на востоке префектуры Тоне, подпрефектуре Мандури, в основном в Корбонгу и Мандури, на северо-восточной границе в Того.
У гурманчема есть центральный, северный и южный диалекты. Между центральным и восточным диалектами существует взаимопонятность, только северный диалект понимаем с трудом.
| Алфавит гурманчема | Алфавит гурманчема | Алфавит гурманчема | Алфавит гурманчема | Алфавит гурманчема | Алфавит гурманчема | Алфавит гурманчема | Алфавит гурманчема | Алфавит гурманчема | Алфавит гурманчема | Алфавит гурманчема | Алфавит гурманчема | Алфавит гурманчема | Алфавит гурманчема | Алфавит гурманчема | Алфавит гурманчема | Алфавит гурманчема | Алфавит гурманчема | Алфавит гурманчема | Алфавит гурманчема | Алфавит гурманчема | Алфавит гурманчема | Алфавит гурманчема | Алфавит гурманчема | Алфавит гурманчема |
| ------------------ | ------------------ | ------------------ | ------------------ | ------------------ | ------------------ | ------------------ | ------------------ | ------------------ | ------------------ | ------------------ | ------------------ | ------------------ | ------------------ | ------------------ | ------------------ | ------------------ | ------------------ | ------------------ | ------------------ | ------------------ | ------------------ | ------------------ | ------------------ | ------------------ |
| A                  | B                  | C                  | D                  | E                  | F                  | G                  | Gb                 | I                  | J                  | K                  | Kp                 | L                  | M                  | N                  | Ñ                  | Ŋ                  | Ŋm                 | O                  | P                  | S                  | T                  | U                  | W                  | Y                  |
| a                  | b                  | c                  | d                  | e                  | f                  | g                  | gb                 | i                  | j                  | k                  | Kp                 | l                  | m                  | n                  | ñ                  | ŋ                  | ŋm                 | o                  | p                  | s                  | t                  | u                  | w                  | y                  |